# A napóleoni háborúk áldozatai
A napóleoni háborúk (1799–1815) közvetlen és közvetett áldozatainak számát nehéz pontosan megadni. A háborúban rengetegen estek el a csatamezőkön, de ugyanennyien lettek áldozatai a  betegségeknek, sebesülésnek, éhezésnek, baráti tűznek.

## Franciaország és szövetségeseinek áldozatai
- 400 000 katona, akik csatában estek el.
- 600 000 civil
- Összesen 1 000 000 ember halt meg vagy tűnt el a háború során Franciaországban és szövetséges államaiban (főleg a német államokban).

## A koalíciós országok áldozatai
- Orosz Birodalom veszteségei: 400 000 halott vagy eltűnt ember
- Poroszország veszteségei: 400 000 halott vagy eltűnt ember
- A Habsburg Birodalom veszteségei: 200 000 halott vagy eltűnt ember
- Spanyolország veszteségei: 300 000 halott vagy eltűnt ember
- A Brit Birodalom veszteségei: 200,000 halott vagy eltűnt ember

## A napóleoni háborúkban alatt meghalt és eltűnt emberek
- Csatában elesett katonák száma: 2 500 000
- 1 000 000 civilt öltek meg Európában és a lázadó francia gyarmatokon.

### Külső hivatkozás
- Statistics of Wars, Oppressions and Atrocities of the Nineteenth Century